# Temporada da WTA de 1987
O WTA Tour de 1987 (conhecido comercialmente como Virginia Slims World Championship Series) foi a décima sétima temporada desde a fundação da Women's Tennis Association. Começou em 1 de dezembro de 1986 e terminou em 22 de novembro de 1987 depois de 56 eventos.
A "Virginia Slims World Championship Series" foi a turnê de elite do tênis feminino profissional organizado pela Women's Tennis Association (WTA). A marca "Virginia Slims World Series" foi utilizada no lugar do "WTA Tour" de 1983 a 1987 e contou com torneios que anteriormente faziam parte da "Toyota Series" e da "Avon Series". O circuito incluiu os quatro torneios do Grand Slam, e uma série de outros eventos. Os torneios ITF não faziam parte do tour, embora concedessem pontos para o WTA World Ranking. O Australian Open não foi realizado em 1986 devido à data de início do torneio ter sido transferida de novembro do para janeiro.

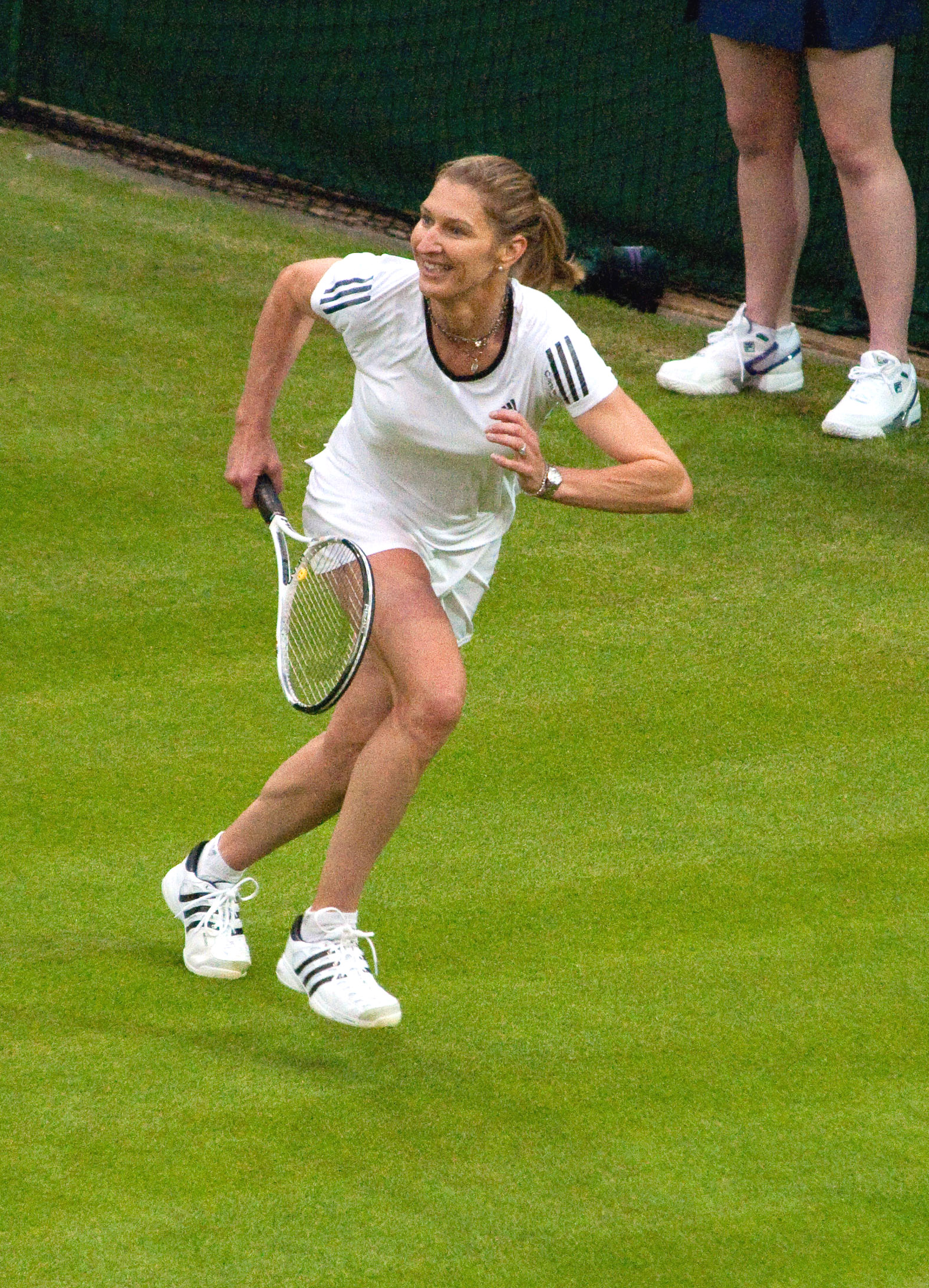
Steffi Graf ganhou 11 títulos na temporada.

## Ranking de final de ano
Lista das 20 primeiras do ranking de final de ano da WTA de 1987 (20 de dezembro de 1987) em competições de simples e duplas:
| Ranking de simples de final de ano | Ranking de simples de final de ano | Ranking de simples de final de ano | Ranking de simples de final de ano | Ranking de simples de final de ano |
| ---------------------------------- | ---------------------------------- | ---------------------------------- | ---------------------------------- | ---------------------------------- |
| Nº                                 | Jogadora                           | Pontos                             | 1986                               | F                                  |
| 1                                  | Steffi Graf (FRG)                  | 280.2080                           | 3                                  | +2                                 |
| 2                                  | Martina Navratilova (USA)          | 231.2121                           | 1                                  | -1                                 |
| 3                                  | Chris Evert (USA)                  | 165.7604                           | 2                                  | -1                                 |
| 4                                  | Pam Shriver (USA)                  | 137.2733                           | 5                                  | +1                                 |
| 5                                  | Hana Mandlíková (TCH)              | 120.9609                           | 4                                  | -1                                 |
| 6                                  | Gabriela Sabatini (ARG)            | 113.5794                           | 9                                  | +3                                 |
| 7                                  | Helena Suková (TCH)                | 82.3588                            | 6                                  | -1                                 |
| 8                                  | Manuela Maleeva (BUL)              | 83.1363                            | 10                                 | +2                                 |
| 9                                  | Zina Garrison (USA)                | 80.9110                            | 11                                 | +2                                 |
| 10                                 | Claudia Kohde-Kilsch (FRG)         | 65.7789                            | 7                                  | -3                                 |
| 11                                 | Lori McNeil (USA)                  | 63.6892                            | 14                                 | +3                                 |
| 12                                 | Barbara Potter (USA)               | 47.0714                            | 26                                 | +14                                |
| 13                                 | Katerina Maleeva (BUL)             | 45.9723                            | 29                                 | +16                                |
| 14                                 | Sylvia Hanika (FRG)                | 44.2456                            | 50                                 | +36                                |
| 15                                 | Bettina Bunge (FRG)                | 42.2357                            | 12                                 | -3                                 |
| 16                                 | Catarina Lindqvist (SWE)           | 40.3608                            | 17                                 | +1                                 |
| 17                                 | Raffaella Reggi (ITA)              | 37.2617                            | 22                                 | +5                                 |
| 18                                 | Sandra Cecchini (ITA)              | 35.9211                            | 73                                 | +55                                |
| 19                                 | Natasha Zvereva (URS)              | 34.3462                            | 94                                 | +75                                |
| 20                                 | Mary Joe Fernández (USA)           | 34.1071                            | 27                                 | +7                                 |

| Ranking de duplas de final de ano | Ranking de duplas de final de ano | Ranking de duplas de final de ano | Ranking de duplas de final de ano | Ranking de duplas de final de ano |
| --------------------------------- | --------------------------------- | --------------------------------- | --------------------------------- | --------------------------------- |
| Nº                                | Jogadora                          | Pontos                            | 1986                              | F                                 |
| 1                                 | Martina Navratilova (USA)         | 561.6961                          | 1                                 | =                                 |
| 2                                 | Pam Shriver (USA)                 | 476.5971                          | 2                                 | =                                 |
| 3                                 | Claudia Kohde-Kilsch (FRG)        | 278.0561                          | 5                                 | -2                                |
| 4                                 | Lori McNeil (USA)                 | 245.4736                          | 28                                | +24                               |
| 5                                 | Gabriela Sabatini (ARG)           | 238.1553                          | 9                                 | +4                                |
| 6                                 | Helena Suková (TCH)               | 233.1087                          | 3                                 | -3                                |
| 7                                 | Zina Garrison (USA)               | 228.2632                          | 18                                | +11                               |
| 8                                 | Elizabeth Smylie (AUS)            | 209.6313                          | 8                                 | =                                 |
| 9                                 | Svetlana Parkhomenko (URS)        | 193.1015                          | 27                                | +18                               |
| 10                                | Kathy Jordan (USA)                | 189.7692                          | 10                                | =                                 |
| 11                                | Larisa Savchenko (URS)            | 187.2215                          | 26                                | +15                               |
| 12                                | Hana Mandlíková (TCH)             | 184.5000                          | 7                                 | -5                                |
| 13                                | Steffi Graf (FRG)                 | 178.2675                          | 4                                 | -9                                |
| 14                                | Betsy Nagelsen (USA)              | 163.0163                          | 15                                | +1                                |
| 15                                | Wendy Turnbull (AUS)              | 160.0000                          | 6                                 | -9                                |
| 16                                | Elise Burgin (USA)                | 152.3002                          | 11                                | -5                                |
| 17                                | Robin White (USA)                 | 143.9266                          | 22                                | +5                                |
| 18                                | Anne Hobbs (GBR)                  | 139.2727                          | 36                                | +18                               |
| 19                                | Rosalyn Fairbank (RSA)            | 133.8172                          | 12                                | -7                                |
| 20                                | Gigi Fernández (USA)              | 132.0368                          | 17                                | -3                                |